# Bony und sein Kommissar
Bony und sein Kommissar (Originaltitel: Bony) ist eine australische Krimiserie in 13 Folgen aus dem Jahr 1992, die nach Motiven des Schriftstellers Arthur W. Upfield entstanden ist. 1990 ging der Fernsehfilm Bony: Fahrt in den Tod voraus.

## Handlung
David Kevin Bonaparte wurde inzwischen zum Detective Constable befördert. Und weil sich zukünftig sein neues Betätigungsfeld vorwiegend in der größten Stadt Australiens befinden wird, unternimmt er, begleitet von seinem Aborigine-Patenonkel Albert Harris, eine Reise nach Sydney. Unmittelbar nach seiner Ankunft trifft Bony seine alte Kollegin Bev Miles wieder. Aber auch von seinem neuen Kollegen und Vorgesetzten, Sergeant Frank Fischer, wird Bony bereits sehnsüchtig erwartet. Denn Bonys erster Mordfall hatte sich ausgerechnet genau in jenem Zug ereignet, mit dem er vor wenigen Minuten in Sydney angekommen ist.
Bony und Frank werden in der Folgezeit nicht nur zu einem erfolgreichen Ermittler-Duo, sie werden auch enge Freunde, die perfekt zusammenarbeiten können. Und die von Bony in seiner Jugend erlernten traditionellen Fähigkeiten der australischen Ureinwohner, die Natur zu verstehen und „sinnliche Kräfte“ zu entwickeln, sind ihm von Fall zu Fall immer mal wieder sehr von Nutzen.

## Produktion
Die Serie wurde von dem ehemaligen australischen TV-Produzenten Reg Watson erdacht und von Grundy Australia Productions für den australischen Sender Seven Network hergestellt.

## Synchronisation
Die deutsche Synchronisation entstand 1993 nach einem Synchronbuch von Siegfried Rabe unter seiner Dialogregie im Auftrag des ZDF und des ORF. Für die Redaktion waren Gert Mechoff und Alexander Ollig verantwortlich.

## Episodenliste
| Nummer | Deutscher Titel               | Original-Titel              | Original-Erstausstrahlung (AUS) | Deutschsprachige Erstausstrahlung (D) | Regisseur     | Drehbuchautor     |
| 01     | Der verratene Verräter        | Bird in the Hand            | 15. August 1992                 | 8. Juli 1993                          | Paul Moloney  | Shane Brennan     |
| 02     | Ein tödlicher Irrtum          | Looks Can Kill              | 22. August 1992                 | 29. Juli 1993                         | Paul Moloney  | Alister Webb      |
| 03     | Der Preis der Macht           | Crash Course                | 29. August 1992                 | 2. September 1993                     | Garry Conway  | Shane Brennan     |
| 04     | Die einzige Zeugin            | Take the Money and Run      | 5. September 1992               | 15. Juli 1993                         | Dan Burstall  | Shane Brennan     |
| 05     | Späte Rache                   | Shark Attack                | 12. September 1992              | 19. August 1993                       | Garry Conway  | David Worthington |
| 06     | Ein mörderischer Liebesdienst | Surf, Sun, Sand… and Murder | 19. September 1992              | 22. Juli 1993                         | Mark Callan   | Ray Harding       |
| 07     | Aufs falsche Pferd gesetzt    | Secret File                 | 26. September 1992              | 12. August 1993                       | Chris Langman | David Worthington |
| 08     | Mordauftrag per Telefon       | Under the Influence         | 3. Oktober 1992                 | 9. September 1993                     | Chris Langman | David Worthington |
| 09     | Schuldig durch Geburt         | Old Medicine                | 10. Oktober 1992                | 26. August 1993                       | Mark Callan   | Jan Sardi         |
| 10     | Ein sauberes Geschäft         | Outrage                     | 17. Oktober 1992                | 23. September 1993                    | Garry Conway  | Jan Sardi         |
| 11     | Der Mann im Zug               | Late Arrival                | 5. Dezember 1992                | 1. Juli 1993                          | Mark Callan   | David Worthington |
| 12     | Der falsche Traum vom Glück   | Noble Blood                 | 12. Dezember 1992               | 16. September 1993                    | Dan Burstall  | Howard Griffiths  |
| 13     | Mord für einen Toten          | Old Bones                   | 19. Dezember 1992               | 5. August 1993                        | Garry Conway  | Denis Whitbum     |